# Prem Tinsulanonda

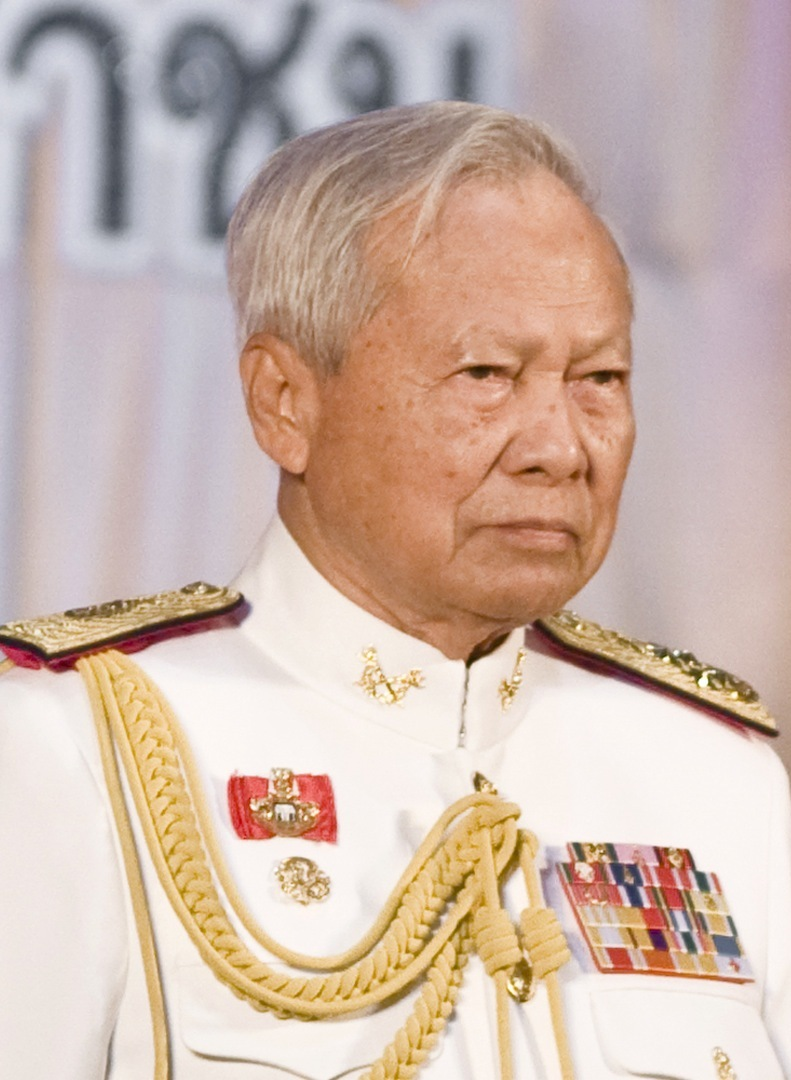
Prem Tinsulanonda (2010)

Prem Tinsulanonda (thailändisch เปรม ติณสูลานนท์, RTGS Prem Tinnasulanon, [preːm tinːásǔːlaːnon], manchmal auch Tinsulanon, Tinsulanond oder Tinsulananda geschrieben; * 26. August 1920 in Songkhla; † 26. Mai 2019 in Bangkok) war ein thailändischer Politiker und Heeresoffizier. Er war von 1980 bis 1988 Ministerpräsident von Thailand. Von 1998 bis zu seinem Tod war er Präsident des Kronrats.
Der General wurde 1978 Oberkommandierender des Heeres, 1979 Verteidigungsminister und im Jahr darauf Ministerpräsident. Obwohl er keiner Partei angehörte und nicht zu allgemeinen Wahlen antrat, bestätigte ihn das Parlament 1983 und 1986. Auch zwei Putschversuche konnte er 1981 und 1985 überstehen. Nach dem Ausscheiden aus dem Amt berief ihn König Bhumibol Adulyadej in seinen Kronrat und 1998 zu dessen Präsidenten. Prem galt als engster politischer Vertrauter Bhumibols und als Kopf eines königstreuen politischen Netzwerks. Er hatte weiterhin großen politischen Einfluss in Thailand und wurde als Schlüsselfigur hinter dem Militärputsch 2006 vermutet.
Während der Thronvakanz zwischen dem Tod von König Bhumibol Adulyadej am 13. Oktober 2016 und der Amtseinführung seines Sohns Maha Vajiralongkorn am 1. Dezember 2016 war Prem Regent und damit interimistisches Staatsoberhaupt Thailands. Anschließend ernannte ihn Vajiralongkorn erneut zum Kronratspräsidenten.

## Ausbildung und Militärkarriere
Prem wurde als Sohn von Luang Winittantagum (Bueng Tinsulanonda) und Odd Tinsulanonda in Songkhla geboren. Er hatte sieben Geschwister. Sein Vater war der Direktor des Gefängnisses von Songkhla, weshalb Prem später damit kokettierte, dass er einen Großteil seiner Kindheit im Gefängnis verbracht habe. Er erhielt seine Ausbildung zunächst in der Provinz Songkhla an der Wat-Bo-Yang- und der Vajiravuth-Schule. Später ging er zur angesehenen Suankularb-Wittayalai-Schule und auf die Chulachomklao-Militärakademie.

Prem im (oder vor dem) Jahr 1959

Nach seinem Abschluss wurde er 1941 Leutnant und diente als Zugführer in der Kavallerie. Er gehörte 1942 der Phayap-Armee an, die im Rahmen der Invasion Birmas durch Japan und seine Verbündeten Teile des Shan-Staats eroberte. Später setzte er seine Studien an der Kavallerieschule des thailändischen Heeres und der U.S. Army Armor School in Fort Knox (Kentucky) fort. In dieser Zeit wurde die Kavallerie in eine Panzertruppe umgewandelt, diese heißt in Thailand aber bis heute aus historischen Gründen „Kavallerie“. 1959 wurde er Oberst und Leiter der Panzerschule. Er besuchte dann noch Kurse an der Hochschule des thailändischen Heeres und der Hochschule für nationale Verteidigung, deren 9. Abschlussklasse er angehörte.
1963 wurde er zum Kommandeur der „Kavallerie“-Infanterie befördert, 1968 zum Kommandeur des Hauptquartiers der „Kavallerie“. 1968 und 1975 war er königlicher Adjutant. 1974 wurde er Generalkommandeur der Zweiten Armeeregion und 1978 schließlich Oberkommandierender des Heeres.
Prem war zeit seines Lebens ledig. Laut eigener Aussage war er „mit der Armee verheiratet“.

## Frühe politische Karriere
Prem begann seine politische Karriere 1959 als Mitglied des Ausschusses, der den Vorschlag für eine neue Verfassung ausarbeiten sollte. 1968 wurde er Senator und 1973 Mitglied der gesetzgebenden Versammlung. General Kriangsak Chomanan machte ihn 1977 zum stellvertretenden Innenminister und Mitglied im Entwicklungsrat des Landes. 1979 wurde Prem Verteidigungsminister. Prems Aufstieg wurde von den thailändischen „Jungtürken“ unterstützt, einer einflussreichen Gruppe politisch interessierter und für Erneuerung eintretender junger Offiziere. Ihnen galt Prem als „sauberer“ Soldat.

## Amtszeit als Ministerpräsident

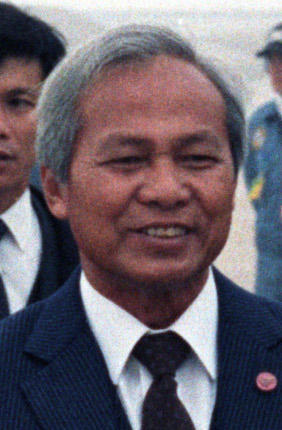
Prem Tinsulanonda auf Staatsbesuch in den USA 1984

Am 3. März 1980 wurde Prem zum Premierminister von Thailand ernannt, nachdem General Kriangsak zurückgetreten war. Prem galt als „Mann der Mitte“ und war bei Militärs und zivilen Politikern gleichermaßen anerkannt. Nach den unruhigen und konfliktreichen 1970er-Jahren wirkte seine Regierung stabilisierend. Schrittweise demokratisierte er das Land wieder. Er konnte sich einen Ruf als ehrlicher, engagierter und unbestechlicher Regierungschef aufbauen. Prem blieb parteilos und trat nicht zu allgemeinen Wahlen an, stützte sich aber auf wechselnde Koalitionen, die ihm stets eine Mehrheit im Parlament verschafften. Prem baute auf eine gesellschaftliche „Große Koalition“, die Militär, Verwaltung, Unternehmer und aufstrebende Mittelklasse einschloss. Während seiner Regierungszeit hatte er die volle Unterstützung von König Bhumibol Adulyadej. Die Parteipolitik war ihm unliebsam, und er löste 1983 und 1986 lieber Neuwahlen aus, als sich einer unerfreulichen Misstrauensdebatte im Parlament zu stellen. Parteilose Technokraten nahmen wichtige Funktionen in seiner Regierung wahr. Die Ära Prem kann als „Halbdemokratie“ bezeichnet werden, da trotz der Redemokratisierung und des zunehmenden Einflusses des Parlaments Militär und ungewählte Beamte noch eine starke Rolle spielten und insbesondere Prem selbst kein gewählter Politiker war.
Noch im Jahr 1980 gab Prem die Anweisung Nr. 66/2523 heraus, die einen Strategiewechsel gegenüber dem Aufstand der Kommunistischen Partei Thailands (KPT) einleitete. Statt mit militärischer Gewalt sollte sie forthin mit politischen Mitteln bekämpft werden. Durch Bekämpfung der Armut, Entwicklungsprogramme in den ländlichen Regionen, ein strengeres Vorgehen gegen Korruption und vor allem Amnestie für Kämpfer, die sich von der KPT abwandten, sollte ihr die Basis entzogen werden. Dieses neue Vorgehen erwies sich als sehr erfolgreich. Der Kampf der Kommunisten gegen den Staat endete, viele KPT-Sympathisanten kehrten aus dem Dschungel in die Zivilgesellschaft zurück, und die Partei verschwand während der 1980er-Jahre in der Bedeutungslosigkeit.
Ein Jahr nach Prems Regierungsübernahme war seine Regierung in einer Krise. Die moderate Soziale Aktionspartei verließ die Koalition, und Prem ersetzte sie durch rechte Gruppierungen wie die Partei von Generalmajor Sudsai Hasadin, dem vormaligen Organisator der Miliz der Roten Büffel, die für das Massaker an der Thammasat-Universität 1977 mitverantwortlich waren. Die „Jungtürken“, die große Hoffnungen in Prem gesetzt hatten, waren enttäuscht, weil er solche opportunistischen Geschäftsleute und Offiziere in die Regierung aufgenommen hatte, die ihnen zuwider waren. Am 1. April 1981 unternahmen sie einen Putschversuch, zu dem sie auch Prem einluden. Dieser entschied sich jedoch, mit König Bhumibol nach Nakhon Ratchasima zu fliehen. Die Rebellion konnte aufgrund mangelnder Unterstützung von dem mit den Jungtürken verfeindeten General Arthit Kamlang-ek niedergeschlagen werden. Diesem wurde anschließend der Befehl über die wichtige Erste Armeeregion übertragen.
Nach der Wahl 1983 stützte sich Prem wieder auf eine Koalition der Mitte unter Beteiligung der Demokratischen und der Sozialen Aktionspartei. Prems Regierung verfolgte eine konservative Fiskalpolitik und setzte auf eine starke Exportwirtschaft. Thailand hatte einen ausgeglichenen Haushalt und, im Vergleich mit anderen Entwicklungsländern, nur eine geringe Auslandsverschuldung. Dadurch beschleunigte sich das Wirtschaftswachstum stark. Aufgrund der Aufwertung der Währungen Japans, Südkoreas und Taiwans siedelten viele Industriebetriebe nach Thailand um, wo die Produktionskosten weiterhin niedrig waren. 1985 versuchten einige der „Jungtürken“, während Prem auf Staatsbesuch in Indonesien war, nochmals einen Putsch. Dieser scheiterte jedoch noch schneller als der von 1981. Nach dem Wahlsieg der Demokratischen Partei 1986 verzichtete diese, wahrscheinlich aufgrund einer Intervention aus dem Palast, auf das Amt des Regierungschefs und ermöglichte Prem eine Fortführung seiner Regierung.
Die Stärkung des privaten Sektors, die durch Prems Politik begünstigt worden war, und die politische Öffnung erwiesen sich als negativ für seine eigene Position. Viele durch die wirtschaftliche Liberalisierung reich gewordene Geschäftsleute strebten nun auf die politische Bühne. Die gewachsene Mittelklasse verlangte zunehmend nach politischer Beteiligung. Ihnen erschien Prems relativ rigider Regierungsstil den veränderten Umständen nicht mehr angemessen. Die Wirtschaft war wieder aufgelebt, innere und äußere Sicherheit nicht mehr gefährdet. Ein starker, militärischer Machthaber wurde daher nicht mehr für notwendig erachtet. Seine einstige gesellschaftliche „Große Koalition“ zerfiel zunehmend. Aufgrund der politischen Unzufriedenheit löste Prem das Parlament auf, ließ Neuwahlen abhalten und trat im August 1988 zurück.

## Kronratspräsident
König Bhumibol berief ihn unmittelbar nach dem Ausscheiden als Premier zum Mitglied des Kronrats. Am 4. September 1998 ernannte der König Prem als Nachfolger von Sanya Dharmasakti zum Präsidenten des Kronrats. Er galt als wichtigste politische Vertrauensperson und Sachwalter des Königs. Prem baute einen informellen Zusammenschluss von dem Palast nahestehenden Personen und Organisationen in Politik, Militär, Justiz und Verwaltung auf, den der auf Südostasien spezialisierte Politikwissenschaftler Duncan McCargo „Netzwerk-Monarchie“ nennt. Als Akteur hinter den Kulissen nahm Prem weiterhin großen Einfluss auf die thailändische Politik. Er beeinflusste Ernennungen, Beförderungen und Versetzungen, um diesem Netzwerk nahestehende Personen in Schlüsselpositionen zu bringen.
Dieses von Prem koordinierte Netzwerk war die mit Abstand einflussreichste politische Allianz in Thailand, bis Thaksin Shinawatra 2001 die Regierung übernahm. Er versuchte, die „Netzwerk-Monarchie“ durch ein auf ihn selbst ausgerichtetes Netzwerk zu verdrängen. Prem kritisierte die Politik Thaksins öffentlich und arrangierte die Beförderung von Thaksin-Kritikern. Unter anderem unterstützte er 2005 die Ernennung des späteren Putschführers General Sonthi Boonyaratglin zum Oberkommandierenden des Heeres. Im Juni 2006 behauptete Thaksin, dass „eine verdienstvolle Person, die außerhalb der Verfassung steht“, seinen Sturz betreibe, dies wurde allgemein als Hinweis auf Prem gedeutet. Prem befürwortete den Putsch General Sonthis gegen Thaksin im September 2006, der seinen Kronratskollegen, den pensionierten General Surayud Chulanont, an die Regierungsspitze brachte.
Die politische Bewegung der „Rothemden“ (United Front for Democracy Against Dictatorship) forderte während ihrer in Unruhen umschlagenden Proteste 2009 und 2010 Prems Rücktritt als Kronratspräsident und sein Eingeständnis, für den Putsch 2006 verantwortlich zu sein.
Nach dem Tod von König Bhumibol Adulyadej am 13. Oktober 2016 ließ sich dessen Sohn und designierter Thronfolger Maha Vajiralongkorn nicht sofort zum neuen König ausrufen, da er „Zeit zum Trauern“ wünschte. Stattdessen war für die Übergangszeit Prem in der Funktion als Thronregent Staatsoberhaupt ad interim. Nach seiner Amtseinführung am 1. Dezember desselben Jahres berief ihn der neue König Vajiralongkorn wieder zum Präsidenten des Kronrats. Prem starb im Alter von 98 Jahren an Herzversagen.

## Ehrungen
Bei Prems Ausscheiden aus dem Amt des Ministerpräsidenten und seiner Berufung in den Kronrat im Jahr 1988 verlieh König Bhumibol ihm den Ehrentitel Ratthaburut („Staatsmann“). Neben zahlreichen anderen Ehrenzeichen im System königlich-thailändischer Orden und Medaillen trug er seither den nur selten verliehenen und besonders hohen Orden der Neun Edelsteine.
Nach Prem Tinsulanonda sind unter anderem die längste Betonbrücke Thailands, die die Insel Ko Yo mit Prems Heimatstadt Songkhla und Amphoe Singhanakhon verbindet, sowie das Tinsulanon-Stadion in Songkhla benannt. Seit 2006 gibt es zudem die Prem Tinsulanonda International School, ein privates Internat in Chiang Mai.

## Weiterführende Literatur
- William Warren: Prem Tinsulanonda. Soldier & Statesman. M. L. Tridosyuth Devakul, 1997, ISBN 974-89580-8-6.